# Викки (фильм)
«Викки» (англ. Vicki) — фильм нуар режиссёра Гарри Хорнера, вышедший на экраны в 1953 году.
Фильм поставлен по роману Стива Фишера «Я пробуждаюсь с криком», впервые изданному в 1941 году, и рассказывает о расследовании убийства девушки из провинции (Джин Питерс), которая только начала делать успешную карьеру в шоу-бизнесе. Среди подозреваемых в убийстве оказывается целая группа людей, начиная от её сестры (Джинн Крейн) и заканчивая её промоутером (Эллиотт Рид), который ради собственного спасения находит настоящего убийцу.
В 1941 году по этому же роману студия «Двадцатый век Фокс» поставила фильм «Ночной кошмар», с Бетти Грейбл, Виктором Мэтьюром, Кэрол Лэндис и Лэйрдом Крегаром в главных ролях.

## Сюжет
Уставший после нескольких лет напряжённой работы лейтенант нью-йоркской полиции Эд Корнелл (Ричард Бун) приезжает в провинциальную гостиницу в Нью-Джерси, чтобы отоспаться в течение недели. Во время регистрации он замечает в свежем номере нью-йоркской газеты портрет модели Викки Линн (Джин Питерс) и сообщение о её убийстве. Корнелл немедленно звонит в Нью-Йорк шефу отдела убийств капитану Дональду (Джон Денер), требуя отозвать его из отпуска и поручить расследование убийства модели ему. По прибытии в полицейский участок Корнелл видит, что на допрос уже приглашены промоутер Стив Кристофер (Эллиотт Рид), который занимался карьерой Викки, и её сестра Джилл Линн (Джинн Крейн). Корнелл приступает к допросу с пристрастием измученного Кристофера, который вспоминает историю своих отношений с Викки:
Несколько месяцев назад Кристофер и влиятельный газетный обозреватель Ларри Эванс (Макс Шоуолтер) возвращались с премьеры новой пьесы, где в главной роли играл их друг, популярный актёр Робин Рэй (Александер Д’Арси). Увидев сквозь витрину кафе красивую официантку Викки Линн, Кристофер и Ларри зашли внутрь и заговорили с ней. Кристофер стал убеждать девушку, что сможет сделать из неё успешную фотомодель, и пригласил её в свой офис. На следующий день Викки пришла. Кристофер одел её в дорогое вечернее платье и привёз в престижный клуб, где устроил её фотосъёмку для прессы в компании Рэя. В клубе Кристофер окончательно убеждает Викки, что с его помощью станет в Нью-Йорке топ-моделью при условии, что она будет много и усердно работать. Викки клянётся во всём его слушаться.
Параллельно капитан Дональд ведёт допрос Джилл. Она рассказывает, что после возвращения из клуба поведение Викки сильно изменилось. Уровень её амбиций резко возрос, но Джилл всё равно во всём поддерживала сестру. На следующее утро Кристофер заехал, чтобы забрать Викки. Джилл проявила беспокойство в отношении его намерений, однако Кристофер уверил её, что у него с Викки чисто деловые отношения, показав ей заметку в газете с упоминанием Викки в колонке светской хроники, которую ведёт Ларри. На протяжении нескольких следующих месяцев известность Викки стал стремительно расти. Вскоре её портреты стали появляться на уличных рекламных плакатах и на обложках популярных журналов, а сама Викки стала выступать в престижном ночном клубе.
Однако за два дня до убийства Джилл стала свидетельницей сцены в клубе, когда Викки неожиданно объявила Кристоферу и Ларри, что успешно прошла экранные пробы, и через день уезжает сниматься в Голливуд. Кристофера эта новость привела в шок, так как он проделал огромную работу по продвижению её карьеры, заключил несколько рекламных контрактов, которые надо выполнять. Он считает, что Викки поступила непорядочно, разорвав таким образом их отношения. Викки отвечает, что благодарна Кристоферу за всё, что он для неё сделал. Вместе с тем, она добилась многого сама, и поскольку на неё есть спрос, она будет дальше развивать свою карьеру без его помощи. Кроме того, она намекает, что освобождает для Джилл место около Кристофера.
Действие вновь возвращается в полицейский участок, где Дональд спрашивает, не замечала ли Джилл вокруг Викки каких-либо подозрительных людей. Джилл вспоминает, что когда Викки ещё работала официанткой, какой-то странный человек крутился вокруг кафе, с явным, но непонятным умыслом разглядывая её сквозь витрину. В этот момент Джилл с ужасом для себя видит, как в кабинет входит Корнелл, в котором она узнаёт того самого человека. Однако Корнелл успокаивает её, утверждая, что просто следил за порядком в кафе, где работала Викки, так как оно находится на территории его участка.
Затем по просьбе Корнелла Джилл рассказывает об автомобильной прогулке после того, как Викки сообщила Кристоферу об отъезде в Голливуд. На этой поездке втроём настояла Джилл, рассчитывая в ходе неё примирить Кристофера с Викки. Во время поездки Викки попросила Кристофера отвезти её на следующий день в аэропорт. Затем она снова заявила, что он и Джилл, наверняка, рады избавиться от неё, так как влюблены друг в друга. Корнелл обращает внимание на слова Викки «избавиться от неё». Затем Джилл сообщает, что в тот момент, когда она пришла домой и обнаружила тело Викки, Кристофер уже находился в квартире, говоря, что пришёл, чтобы отвезти её в аэропорт. После этого Корнелл утверждает, что Кристофер и является убийцей.
Однако по указанию капитана Кристофера и Джилл отпускают, после того, как становится известно об исчезновении Гарри Уильямса, который работал консьержем и телефонным оператором в доме, где жили Викки и Джилл. Уильямс становится главным подозреваемым. Ночью у себя в квартире Кристофер ворочается в кровати, и никак не может уснуть. Включив свет, он в ужасе видит, что в его спальной сидит Корнелл, хладнокровно заявляющий, что добьётся казни Кристофера на электрическом стуле за убийство Викки. На следующий день выясняется, что Гарри ездил к родителям в соседний город, и с него снимают подозрения.
Капитан Дональд приказывает Корнеллу допросить Рэя, при этом Корнелл в свою очередь добивается права на повторный допрос Кристофера. Корнелл приглашает их в кинозал, где показывает киносъёмку выступления Викки, при просмотре которой у Рэя начинается истерика. Он сознаётся в том, что влюбился в Викки и признался ей в этом, но она над ним только посмеялась. Однако вскоре выясняется, что у Рэя есть алиби на момент убийства, и его отпускают.
После похорон Джилл собирается переехать на новую, меньшую квартиру. Собирая вещи, она обнаруживает записку от Кристофера к Викки, в которой говорится, что «после вчерашнего» чем скорее Викки «уйдёт, тем будет лучше». Решая разобраться в том, что Кристофер имел в виду, Джилл звонит ему и договаривается о встрече. После совместно вечера в ресторане Джилл, в ходе которого Кристофер заявляет ей, что не любил Викки и не убивал её, Джилл верит ему, и решает отдать компрометирующую его записку. Вернувшись в квартиру, Джилл возвращает Кристоферу его записку. В этот момент Корнелл, который прятался в шкафу, выхватывает записку и надевает на Кристофера наручники. Корнелл вновь обвиняет Кристофера в убийстве и угрожает ему смертной казнью. В этот момент Джил, чтобы спасти Кристофера, неожиданно для себя бьёт Корнелла сзади по голове, и тот теряет сознание. В испуге Кристофер решает бежать через крышу здания, так как на улице послышался шум полицейской сирены. Джилл провожает его на крышу и там признаётся, что любит его, они целуются. Перед расставанием Кристофер говорит, что на всякий случай его можно будет найти в круглосуточном кинотеатре.
Вскоре Кристофер звонит Джилл и просит её приехать в автомастерскую, чтобы помочь снять ему наручники. Однако когда Джилл подъезжает к мастерской полиция её задерживает и препровождает в участок. Кристофера однако не находят, и он самостоятельно перепиливает ножовкой наручники. Корнелл понимает, что Джилл нет смысла держать в участке, и он даёт указание выпустить её на свободу, потому что она в конечном итоге приведёт полицию к Кристоферу.
Вернувшись домой, Джилл начинает перебирать бумаги, обнаруживая несколько одинаковых карточек, которые вкладывались в букеты цветов, ежедневно возлагаемых на могилу Викки. На каждой карточке было написано: «До завтра — потому что я обещал». Джилл направляется в круглосуточный кинотеатр, о котором упоминал Кристофер, и показывает ему карточки. Кристофер вспоминает, что этими словами Эванс подписывает свою колонку, и отправляется к нему домой. Эванс признаёт, что это он отправлял цветы на могилу Викки, так как перед её отъездом в Голливуд пообещал ей ежедневно в течение двух недель отправлять букеты «туда, где она будет». Затем он признаётся, что непосредственно перед убийством, он провожал Викки до самой квартиры. Когда выясняется, что Викки забыла свой ключ дома, они хотят взять ключ-вездеход у Гарри, но того не оказывается на месте. Эванс забирается по пожарной лестнице, и войдя в квартиру Викки, чувствует там запах сигаретного дыма, но не придаёт этому внимания.
Сопоставив то, что Гарри не было на месте в момент убийства, а в квартире Викки был найден окурок сигареты его марки, Кристофер догадывается, это Гарри убил Викки. Он решает пойти на хитрость и просит Джилл позвонить Гарри по телефону и несколько раз сказать голосом сестры: «Это Викки. Зачем ты сделал это?» Услышав эти слова, Гарри пришёл в крайнее психическое возбуждение, и в этот момент появившийся Кристофер смог добиться от него признания в убийстве. Гарри также говорит, что уже несколько дней сознался во всём Корнеллу, который вычислил его во время бегства в другой город, но тот пообещал, что ему ничего не будет. Появляется полиция и уводит Гарри.
Разозлённый тем, что Корнелл всё знал, но всё равно продолжал его преследовать и пытался подставить, Кристофер с разрешения полиции направляется к Корнеллу домой. Ворвавшись в квартиру Корнелла, Кристофер с изумлением обнаруживает там алтарь со свечами и цветами перед многочисленными фотографиями Викки. Корнелл признаётся, что он был страстно влюбился в Викки ещё в тот момент, когда она была официанткой, и дала ему надежду, однажды пригласив в кафе. Затем он обвиняет Кристофера в том, что тот забрал её от него, резко переменив её жизнь. Кристофер говорит Корнеллу, что на самом Викки ненавидела его, после чего Корнелл даёт ему пистолет и умоляет застрелить его. Кристофер отказывается это сделать, после чего появляется полиция и арестовывает Корнелла. Кристофер и Джилл берутся за руки, целуют друг друга и уходят по улице, на которой плакаты с портретом Викки заклеивают плакатами с изображением новой красотки.

## В ролях
- Джинн Крейн — Джилл Линн
- Джин Питерс — Викки Линн
- Эллиотт Рид — Стив Кристофер
- Ричард Бун — лейтенант Эд Корнелл
- Макс Шоуолтер — Ларри Эванс (в титрах указан как Кейси Адамс)
- Бетц, Карл — детектив Макдональд
- Аарон Спеллинг — Гарри Уильямс
- Александер Д’Арси — Робин Рэй
- Джон Деннер — капитан полиции
- Бёрт Мастин — коридорный (в титрах не указан)

## Создатели фильма и исполнители главных ролей
Как пишет киновед Дэвид Хоган, «автор бульварных романов и голливудский сценарист Стив Фишер добился настоящего прорыва в 1941 году с романом „Ночной кошмар“, отвратительной историей о развращённом голливудском копе, который пытается подставить невиновного человека в убийстве. Фильм повысил ставки Фишера в Голливуде», и 1943 году по его истории была поставлена военная драма «Место назначения Токио» (1943), принёсшая ему номинацию на Оскар. Вскоре по сценариям Фишера были поставлены фильмы нуар «Джонни Эйнджел» (1945), «Рассчитаемся после смерти» (1947), «Леди в озере» (1947, сценарий Фишера по роману Рэймонда Чандлера), «Блокпост» (1951), «Город, который никогда не спит» (1953) и «Викки» (римейк «Ночного кошмара») и «Пол-акра ада» (1954). «В 1964-68 годах Фишер писал для продюсера А. С. Лайлса сценарии низкобюджетных вестернов, в которых главные роли исполняли постаревшие звёзды 1940-50-х годов. Кроме того Фишер писал сценарии военных фильмов, лёгких детективов, криминальных разоблачительных фильмов и около 25 лет проработал на телесериалах».
Гарри Хорнер в качестве художника постановщика был удостоен Оскаров за фильмы «Наследница» (1950) и «Мошенник» (1961), и номинирован на Оскар за фильм «Загнанных лошадей пристреливают, не правда ли?» (1970). Вместе с тем, как режиссёр Хорнер не добился особых успехов, поставив лишь семь фильмов, самыми заметными среди которых стали фантастический фильм «Красная планета Марс» (1952) и фильмы нуар «Осторожней, моя милая» (1952) и «Дикая вечеринка» (1956).
Джин Питерс начинала свой путь в кино с развлекательных исторических приключенческих мелодрам «Капитан из Кастильи» (1947) и «Анна — королева пиратов» (1951) и серьёзного исторического эпика Элии Казана «Вива, Сапата!» (1952). В 1953-54 годах Питерс снялась сразу в трёх фильмах нуар «Происшествие на Саут-стрит» (1953), «Ниагара» (1953) и «Проект убийства» (1954), и в двух популярных вестернах «Сломанное копьё» (1954) и «Апач» (1954). Джинн Крейн была номинирована на Оскар за лучшую женскую роль в драме «Пинки» (1949) о расовых взаимоотношениях в южных штатах США. Среди других картин с её участием — фильмы нуар «Бог ей судья» (1945), «Опасный круиз» (1953) и «Порванное платье» (1957), мелодрамы «Квартира для Пегги» (1948) и «Письмо трём жёнам» (1949), а также комедии и мюзиклы.

## Оценка фильма критикой

### Общая оценка фильма
В целом, после выхода картины на экраны критики оценили её довольно сдержанно. В частности, Босли Кроутер в «Нью-Йорк таймс» написал: «В свете того факта, что „Ночной кошмар“ (1941 года) был не такой уж выдающейся картиной, не удивительно, что и его лёгкая переделка не стала впечатляющим драматическим блюдом». Как и её предшественник, эта картина снова пытается «тяжеловесно сбить зрителя с толку в отношении того, кто убил эффектную, непостоянную девушку в тот момент, когда она собиралась покинуть своих благодетелей ради работы в Голливуде», замечая, что «ответ не трудно понять, даже если вы никогда не видели „Ночной кошмар“, который выдал злодея столь же явно, как и эта картина». Выделив удачные актёрские работы Джин Питерс, Джинн Крейн и Эллиотта Рида, «которые делают всё возможное, чтобы при бойкой режиссуре Гарри Хорнера показать, что они разыгрывают захватывающую историю», Кроутер тем не менее замечает, что, всё было бы ничего, если бы «история не была бы столь явно натянута и надумана, а мистер Бун не носил бы на себе отметину, буквально говорящую, кто здесь злодей».
Историк кино Спенсер Селби отмечает, что эта «вторая экранизация классического саспенс-романа Фишера использует сложную композиционную структуру с флэшбеками для изображения сурового нуарового мира эгоизма и извращённой мечты». По словам Денниса Шварца, это «грамотная психологическая история, создающая циничный мир, в котором гламур шоу-бизнеса противопоставляется унылому существованию обычного гражданина». Майк Кини считает, что это «сильный по саспенсу фильм с крепкой актёрской игрой, особенно, со стороны Крейн и Буна», отметив также, что роль телефонного оператора в фильме сыграл «совсем молодой Аарон Спеллинг, который впоследствии стал успешным телепродюсером и отцом Тори». С другой стороны, Дэвид Хоган назвал эту картину «пресным и вялым римейком, который поставил бродвейский и кинохудожник Гарри Хорнер», далее указав, что фильм отличается «невыразительной серой гаммой» и «смотрится банально и избито».

### Сопоставление с фильмом 1941 года
Хоган отмечает, что поставленный в 1941 году фильм «Ночной кошмар» «перенёс место действия романа Фишера из Лос-Анджелеса в Нью-Йорк, и с такими актёрами, как Виктор Мэтьюр, Бетти Грейбл и Кэрол Лэндис добился широкого успеха, который побудил „Двадцатый век Фокс“ на долгую и плодотворную разработку жанра фильм нуар». Многие критики обратили внимание, что «Викки» "является поразительно точным римейком «Ночного кошмара» (по крайней мере, в плане сценария). Однако, как пишет Батлер, «поразительно, что это довольно легко забываемый фильм. Разница заключается в составе актёров и в режиссёре, и это разница имеет решающее значение. Матьюр и Грейбл в старом фильме внесли в свои роли звёздную мощь и поразительно сильный талант (что не всегда можно было сказать об этих актёрах). Получив те же самые роли (и в значительной степени те же реплики) в „Викки“, Эллиотт Рид и Джинн Крейн просто не дотянули до них по своему уровню». Батлер отмечает, что «материал фильма достаточно силён, чтобы удерживать внимание — но он значительно уступает своему предшественнику».

### Оценка персонажей фильма
Шварц отмечает, что «к концу фильма среди основных персонажей не остаётся ни одного, кто не вызывал бы у зрителя беспокойство. Викки использовала людей и бросала тех, кто ей помог, ограничиваясь не более чем словом „спасибо“. Корнелл — безжалостный коп, безумие которого достигло криминальных масштабов. Ларри Эванс знакомился с людьми только с точки зрения того, как они могут помочь его колонке. Мотивы Стива Кристофера в продвижении лишённой таланта Викки подозрительны. Эгоистичный Робин может думать только о себе. Джилл пытается добиться парня своей сестры. А убийцей оказался отчаявшийся молодой человек, который получил от Викки отказ».

### Оценка актёрской игры
По мнению Батлера, «Эллиотт Рид — законченный легковес, не способный придать роли ничего, кроме поверхностного прочтения — и в придачу он раздражает. Крейн никогда не была особенно выдающейся актрисой; при тщательной проработке с внимательным режиссёром она могла бы выдать крепкую игру, но в „Вики“ она просто обозначает роль. Самым разрушительным является однако Ричард Бун в роли, которую Лейрд Крегар сделал мгновенно запоминающейся. Буна нельзя сравнивать с Крегаром; он мощен (конечно, мощнее своих партнёров), но он банален и, в конце концов, вызывает раздражение. Он не столько несёт угрозу, сколько властное присутствие. Ему должен был помочь Хорнер, но тот как будто не интересовался ничем, кроме операторской работы и общих указаний».
Хоган также отмечает, что «игравший иногда главные роли Эллиотт Рид выглядит здесь как легковес — что вполне соответствует содержанию фильма, так как в этой версии в центре внимания находится не дилемма Кристофера, а беспринципная натура Викки (близкая к персонажу Энн Бакстер в фильме „Всё о Еве“). А доминирующий Ричард Бун в роли Корнелла хотя запугивает и издевается, однако не внушает той сюрреалистической угрозы, которая была столь естественна в трактовке Лейрда Крегара». Кроутер также пишет, что Ричард Бун в роли детектива не оставляет ни малейших сомнений в том, что он «криминально безумен», он «жестоко и коварно надругается над несчастным пресс-агентом, которого играет Эллиотт Рид, хандрит с видом помешанного гоблина и время от времени бормочет как колдун».